# Routovité
Routovité (Rutaceae) je čeleď vyšších dvouděložných rostlin z řádu mýdelníkotvaré (Sapindales), která zahrnuje především tropické dřeviny, většinou aromatické kvůli nádržkám se silicemi v pletivech. Některé z nich jsou ale mimotropické, přestože teplomilné, a vzácně mezi nimi najdeme i byliny. Routovité jsou morfologicky velmi různorodé, listy mohou být jednoduché i zpeřené nebo trojčetné, jejich květy bývají pětičetné i čtyřčetné, gyneceum je často apokarpní, ale může být i synkarpní, mezi gyneceem a tyčinkami je typicky vytvořeno nektárium. Také plody mohou být nejrůznějšího typu: buď pukavé (měchýřky a tobolky) nebo nepukavé (nažky), běžně i dužnaté (peckovice a bobule). Zvláštním typem bobule u některých z nich je tzv. hesperidium. To je nejlépe známé ve formě citrusových plodů. Citrusy jsou nejvýznamnějšími zástupci routovitých. I další rody mohou poskytovat ovoce, některé jsou zdrojem cenných dřev nebo léčivých látek. 
Čeleď obsahuje přes 150 rodů a přibližně 2100 druhů. Jediným zástupcem této čeledi v České republice je třemdava bílá (Dictamnus albus). Některé další zástupce této čeledi lze i v ČR pěstovat jako okrasné rostliny. 

## Charakteristika

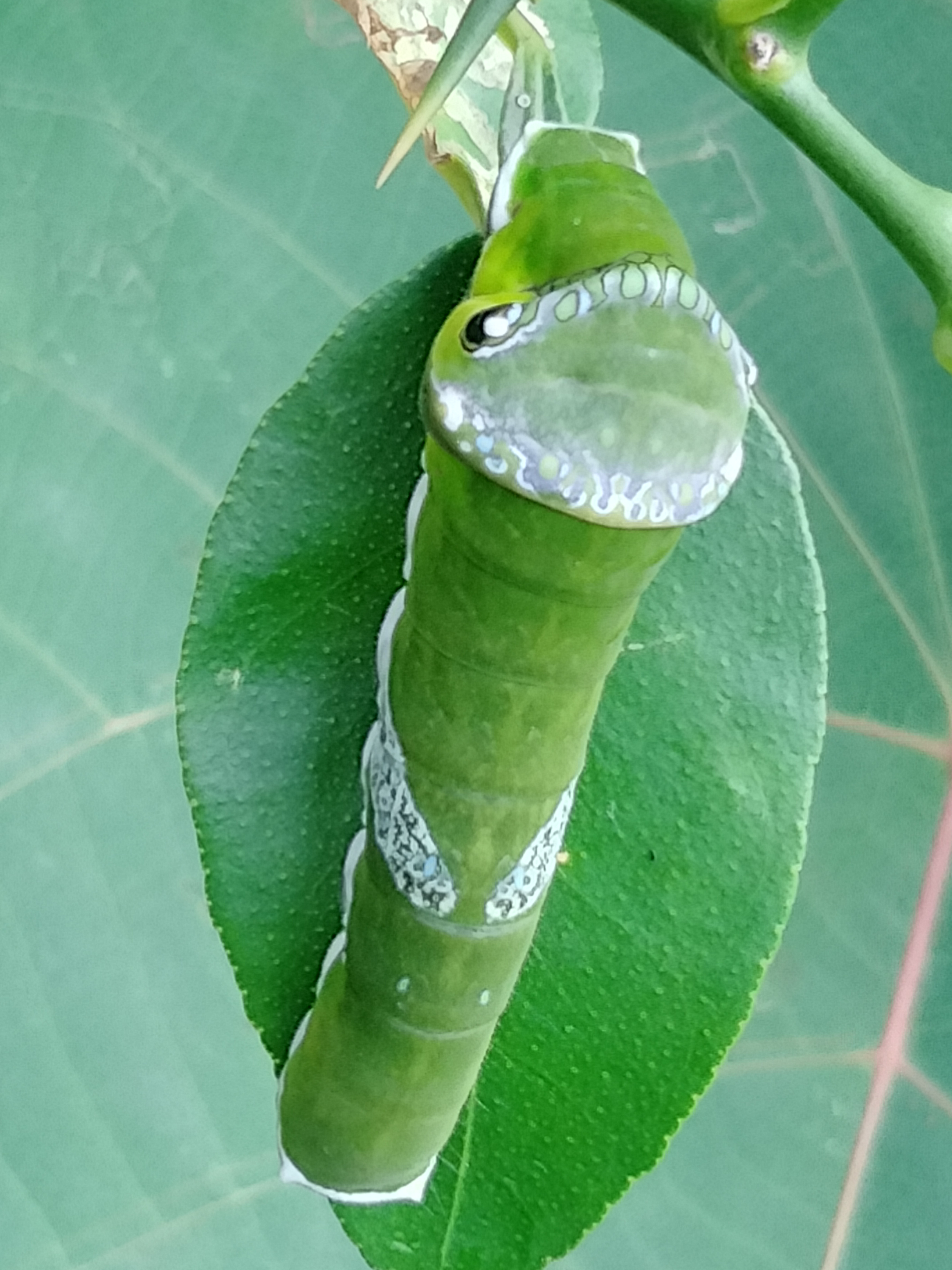
Housenka otakárka Papilio polytes na listu citrusu, na kterém jsou jako drobné světlé tečky patrné siličné nádržky

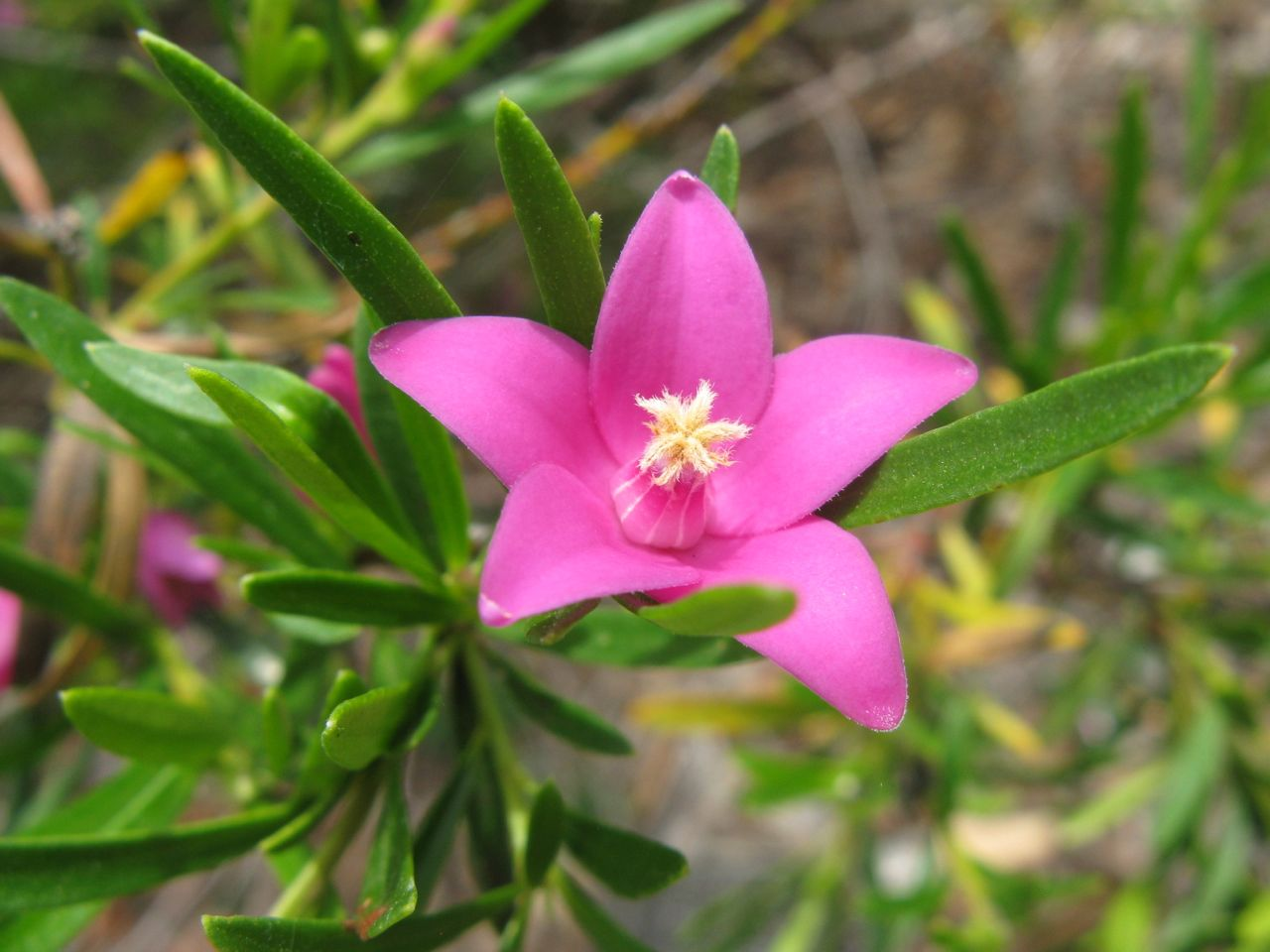
Kvetoucí Crowea; na listech jsou při detailním pohledu patrné droboučké světlé tečky – siličné nádržky

Routovité jsou teplomilné (nejčastěji tropické) stromy nebo keře, vzácněji také byliny, pro které jsou typické schizogenní (v mezibuněčných prostorech vytvořené) prosvítavé nádržky vyplněné silicemi přítomné v mnoha pletivech. Bývají to hlavně terpenoidy (např. vonné látky jako citral, kamfen nebo limonen a další). Routovité jsou význačné i obsahem různých dalších sekundárních metabolitů, velmi pestré jsou v nich chinolony nebo akridony. Housenky otakárkovitých, které jsou schopny tyto látky detoxifikovat, se často živí právě routovitými.
Listy mají střídavé nebo vzácněji vstřícné, jednoduché či častěji složené (trojčetné, zpeřené až dvojitě zpeřené), bez palistů, po rozemnutí jsou aromatické. V některých případech rostliny mají trny nebo kolce. Trichomy jsou u routovitých velmi variabilní, od jednoduchých kratičkých trichomů po vícebuněčné žláznaté trichomy.
Květy jsou většinou oboupohlavné, pravidelné (ale např. třemdava má květy souměrné), pětičetné, vzácněji čtyřčetné (u rodu routa bývají na jedné rostlině zastoupeny oboje), uspořádané v terminálním nebo úžlabním květenství, které bývá hroznovité nebo vrcholičnaté, někdy jsou květy jednotlivé. Korunní a kališní lístky jsou někdy volné, jindy srostlé. Mívají tyčinek tolik, co korunních lístků, nebo dvakrát víc. Některé tyčinky mohou být neplodné, přeměněné ve staminodia. Semeník je svrchní, gyneceum může být čistě apokarpní až čistě synkarpní, často jsou plodolisty srostlé částečně. Někdy srůstají pouze čnělky a blizny a zbytek gynecea si zachovává apokarpní charakter. V karpelech (plodolistech) jsou nejčastěji dvě vajíčka, ale jejich počet může být snížen na jedno či zvýšen. Pletivo rozšířeného lůžka při bázi gynecea produkuje nektar. Květy jsou opylovány hmyzem, někdy se na něm podílejí i ptáci. Květy routovitých jsou často proterandrické (nejprve dozrávají jejich tyčinky).

Plody bývají různotvaré měchýřky, bobule, peckovice, tobolky nebo nažky. Zvláštním typem bobule typické pro některé routovité (citrusy a jejich příbuzenstvo) je hesperidium, kde vnější oplodí (flavedo) je nejčastěji žluté či oranžové, aromatické, pod ním je vrstva řídkého parenchymatického albeda, vnitřní oplodí (endokarp) je pak blanité (slupky „měsíčků“ citrusových plodů) a do pouzder semeníku z něj vyrůstají dužnaté vřetenovité emergence (tvoří dužninu plodu). Zástupci s pukavými plody často při prudkém pukání měchýřků nebo tobolek vystřelují semena, která mohou být okřídlená. U jiných routovitých mohou být křídlaté celé plody. V rámci čeledi je běžná i endozoochorie zprostředkovaná hlavně ptáky. Někdy jsou jimi pojídány celé plody (peckovice) a semena jsou pak chráněna peckou, jindy (rody Acronychia, Melicope aj.) jsou přímo semena vybavena jedlým povrchem (exotestou), jejich vnitřní osemení (endotesta) je ale odolné. Zejména jihoafrické a australské suchomilné druhy jsou pak velmi často myrmekochorní (se semeny šířenými mravenci). Semena mají velké embryo, obsahují zásobní olej a bílkoviny, často jsou bez endospermu.

Routovité: ukázky různých plodů
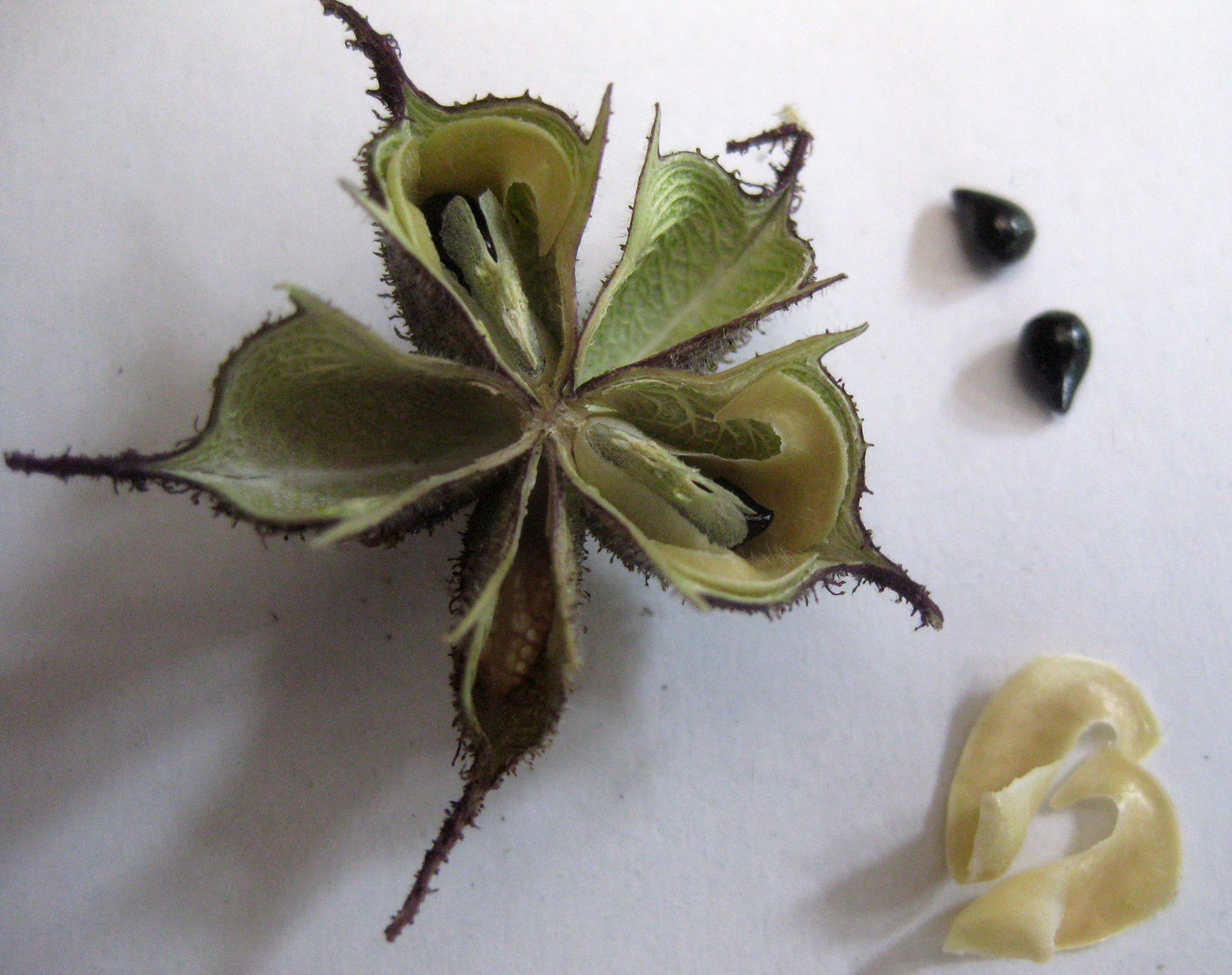
Otevřená tobolka a semena třemdavy
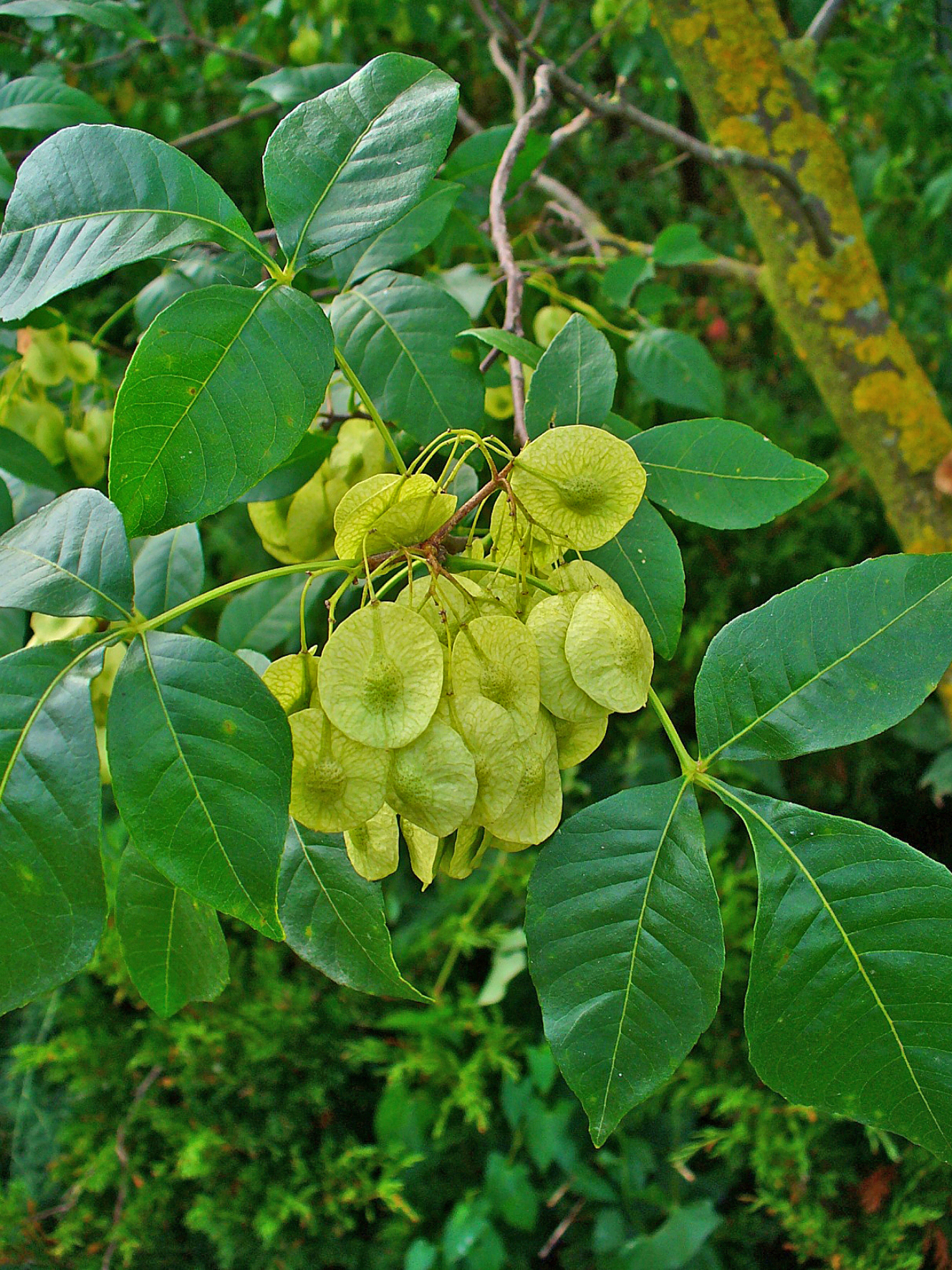
Okřídlené nažky křídlatce trojlistého
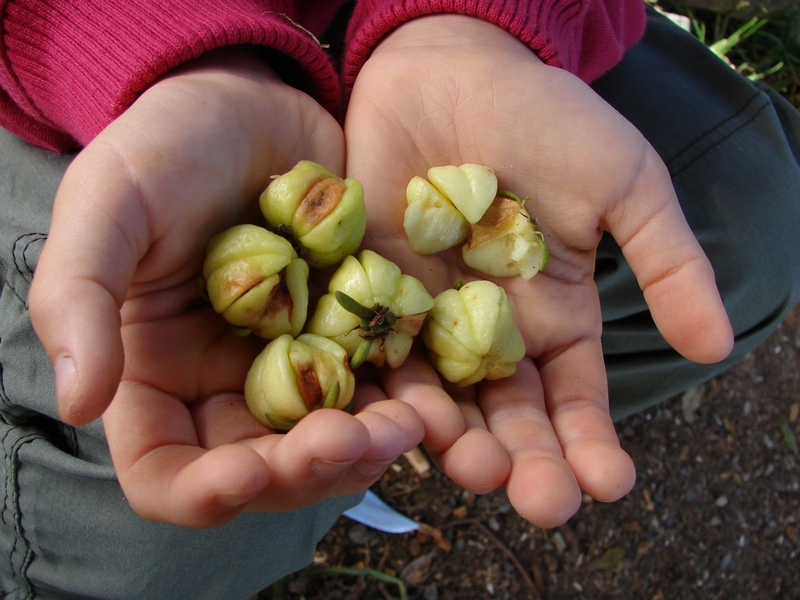
Plody této akronychie (Acronychia suberosa) se poltí na dužnaté dílky (peckovičky)
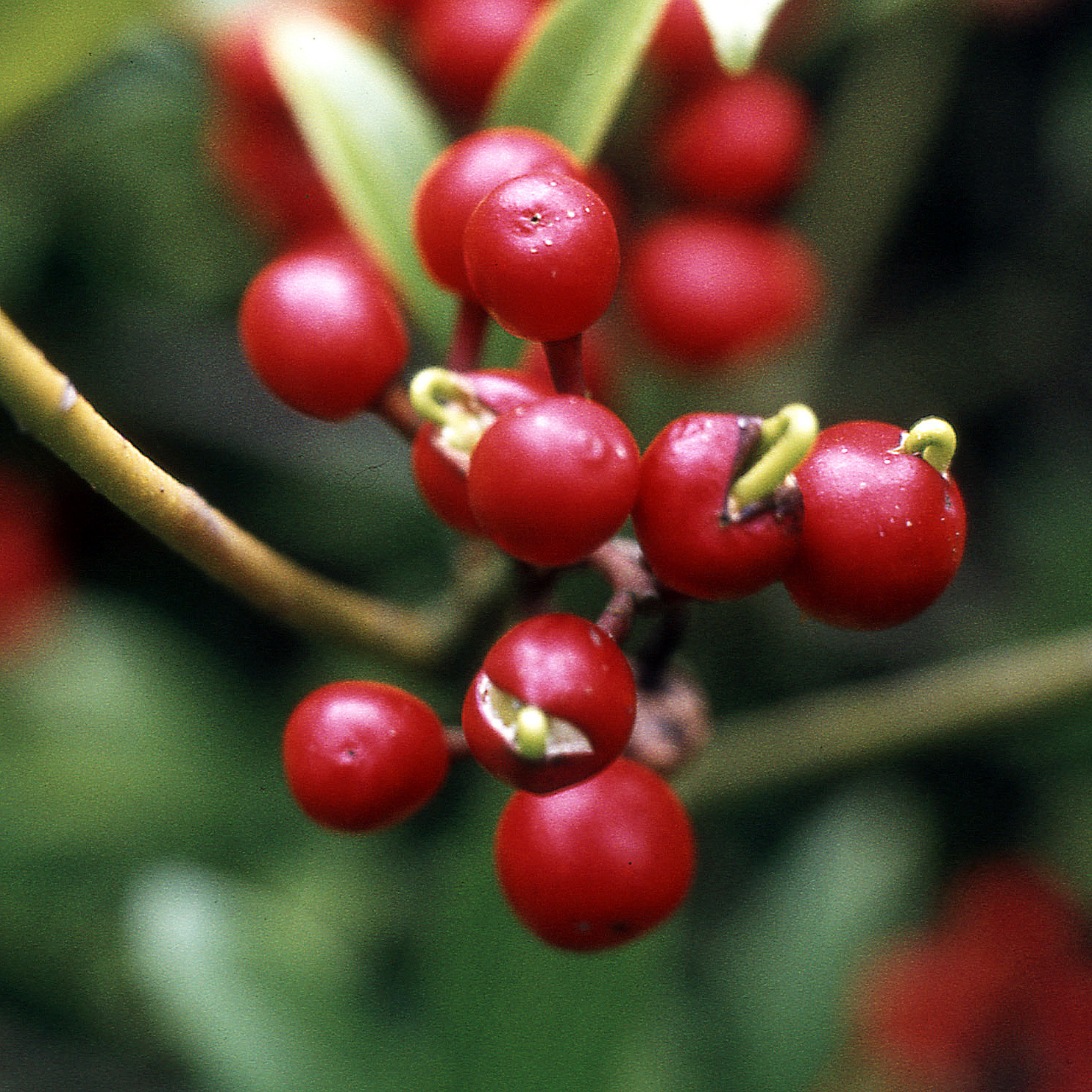
Semena skimie (Skimmia) někdy začínají klíčit ještě v plodech (viviparie)
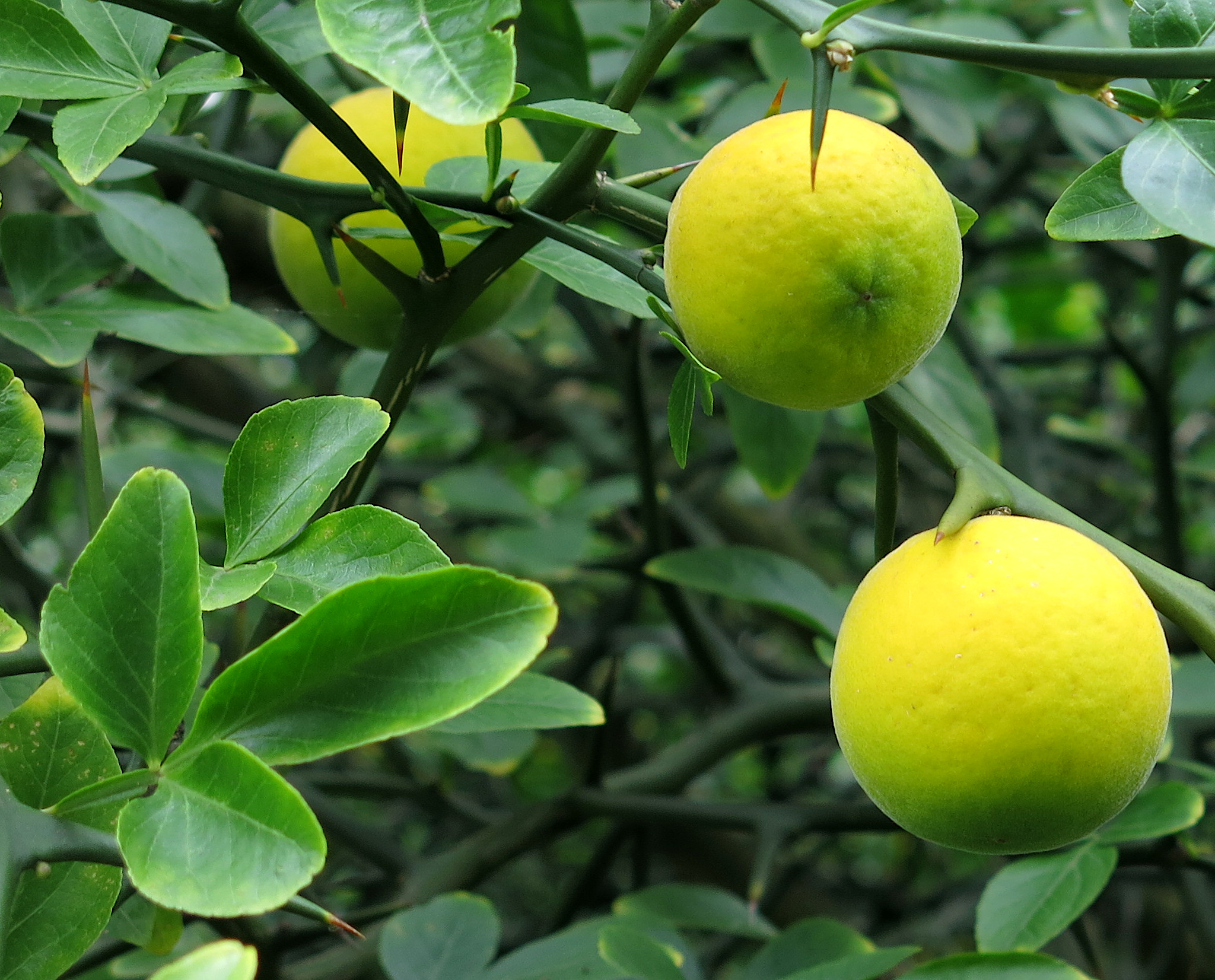
Hesperidia citrusu (citronečníku) trojlistého

## Výskyt

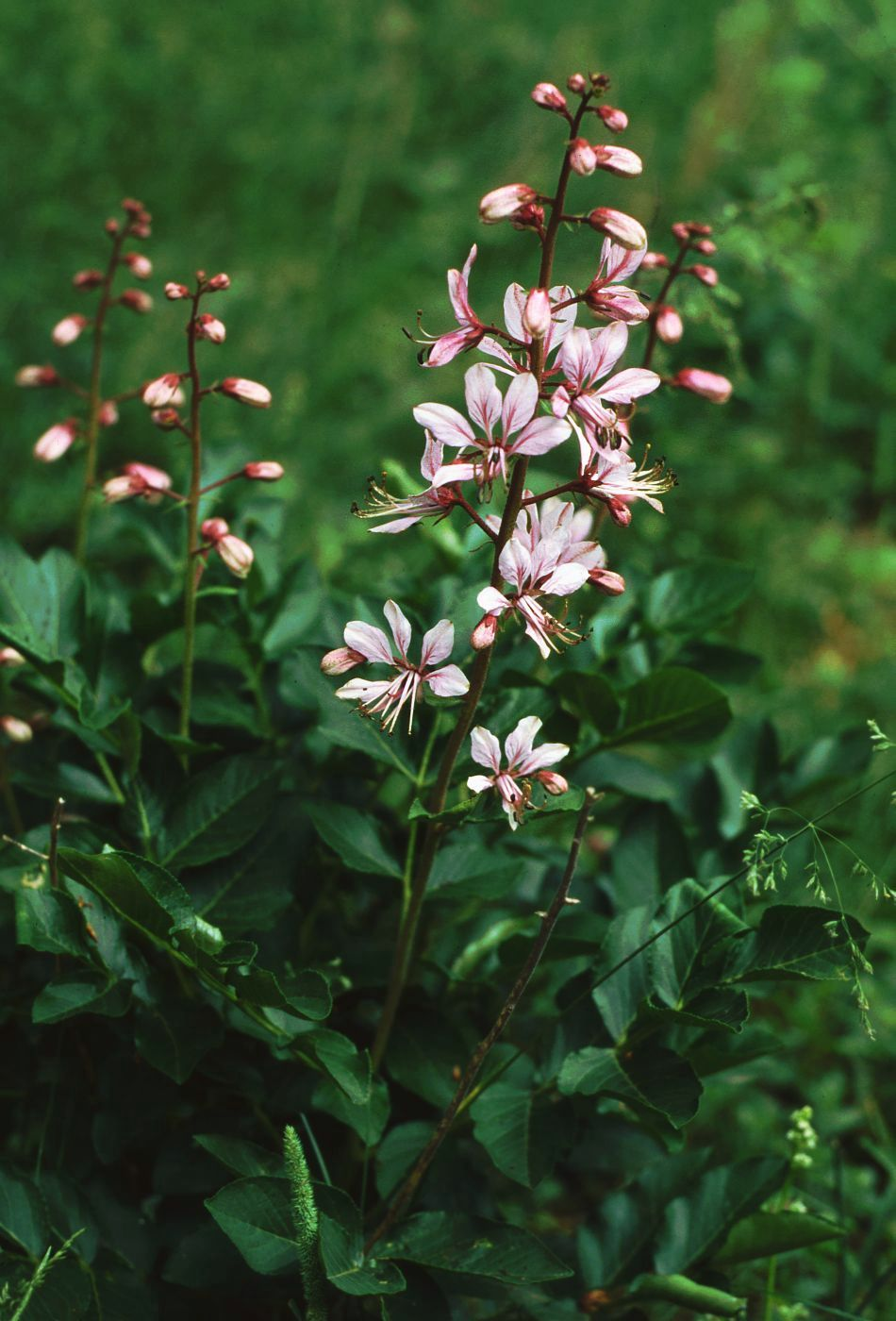
Třemdava bílá (Dictamnus albus)

Routovité rostliny se vyskytují především v tropech a subtropech všech kontinentů. Kromě tropických lesů jsou početně zastoupeny i v suchých oblastech jižní Afriky a v Austrálii. Do oblastí s mírným klimatem zasahují jen okrajově.
Jediným zástupcem čeledi v přírodě Česka je třemdava bílá, vytrvalá, chráněná, asi 1 metr vysoká bylina se světle růžovými květy, která roste ve světlých hájích a na křovinatých svazích teplejších oblastí Čech i Moravy.
Nálezy pozůstatků routovitých jsou známy již z křídy (např. Rutaspermum). Z paleocénu jsou známy i některé recentní rody (žlutodřev, Toddalia, Tetradium), další jsou známy z pozdějších období třetihor. Řada teplomilných rodů se během třetihor vyskytovala i v Evropě.

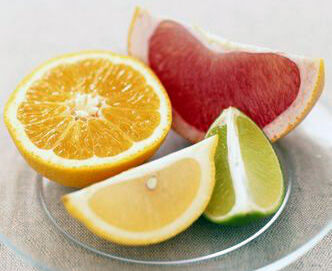
Různé citrusové plody

## Význam

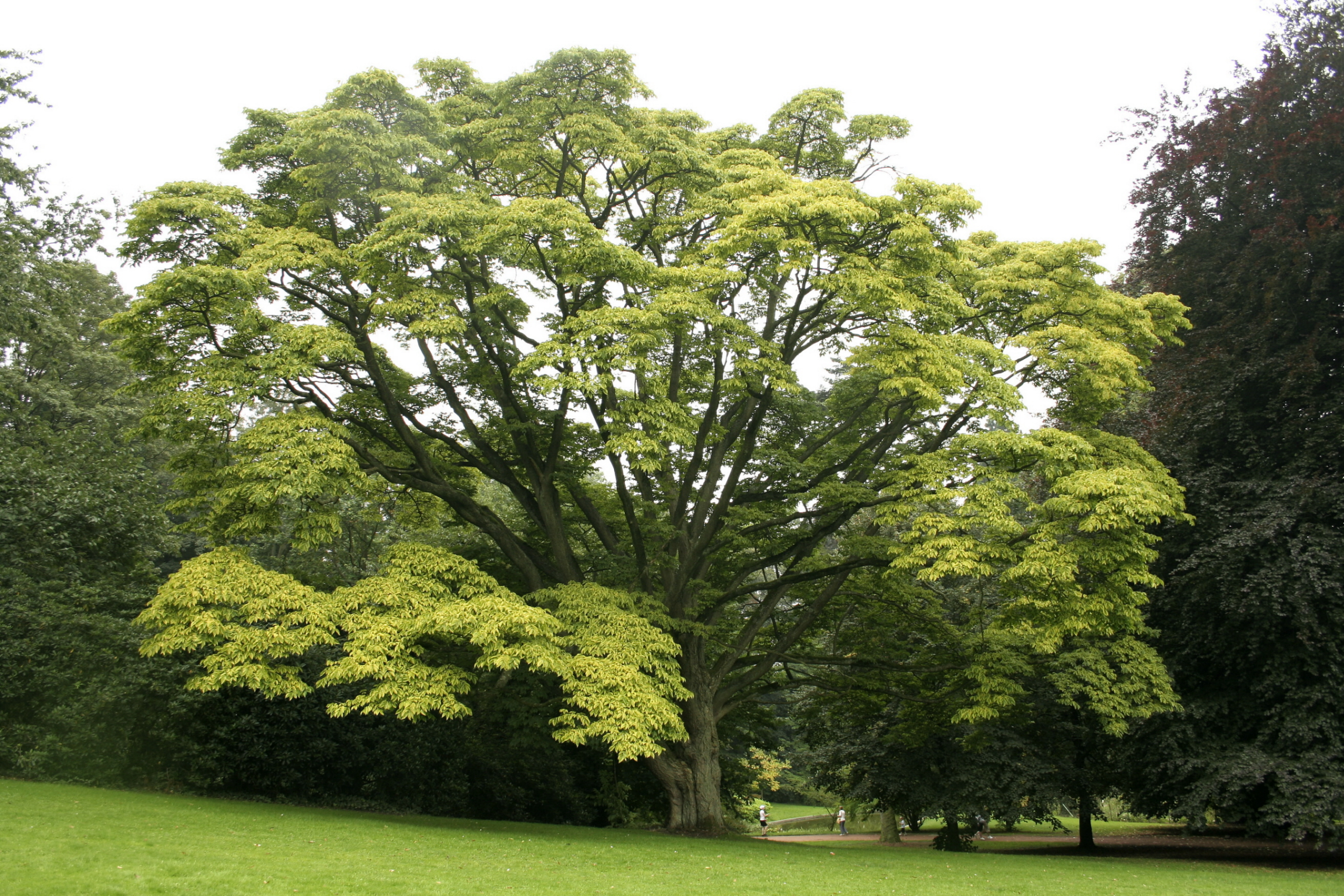
Mohutný korkovník amurský (Phelodendron amurense)

Suverénně nejvýznamnější plodinou poskytovanou zástupci routovitých jsou citrusové plody (citron, pomeranč, mandarinka, grapefruit, limetka, pomelo, cedrát, kumquat atd.). Pocházejí z jihovýchodní Asie, kde jsou pěstovány již po tisíciletí. Kromě ovoce lze z citrusů získávat i vonné silice. Lokální využití mají i jedlé plody dalších rodů, mezi významnější patří např. oslizák líbezný, Casimiroa edulis či druhy rodu Atalantia. Dalším rodem pěstovaným pro své plody je žlutodřev peprný (Zanthoxylum piperitum), jehož sušené drobné tobolky se nazývají sečuánský pepř a jsou tradičním kořením v asijské kuchyni. Rod žlutodřev poskytuje i velice kvalitní dřevo vyhledávané řezbáři, např. druh Zanthoxylum rhetsa, strom dorůstající do výše až 30 m. Cenné dřevo poskytují také stromy rodů Flindersia a Halfordia. Hluboce zbrázděná kůra stromů korkovníků (Phellodendron) se seřezává, drtí a lisuje se z ní korek. Z kůry stromu Cusparia febrifuga (= Galipea officinalis) se vyrábí potravinářská přísada hořké chutě, známá amara. V různých routovitých byla zjištěna celá paleta isoflavonoidů, které patří k farmakologicky významným látkám reagujícím v lidském organismu s hormonálními a enzymatickými systémy. Mnoho routovitých rostlin je využíváno i jako tradiční léčivé rostliny.
Řada rostlin této čeledi je pro své lidskému vkusu lahodící vzezření pěstována pro okrasu. Jsou to např. čtverák (Tetradium), Boronia, Correa, Crowea, Eriostemon, Murraya, Phebalium, routa vonná (Ruta graveolens) a mnohé druhy citrusů a jejich kříženci. V českých parcích se občas vysazuje stromovitý nebo keřovitý křídlatec (Ptelea), ozdobný svým tvarem, listy i velkými křídlatými nažkami. Většina rostlin této čeledi se pěstují v našich klimatických podmínkách jako skleníkové či pokojové.

## Systém a diverzita

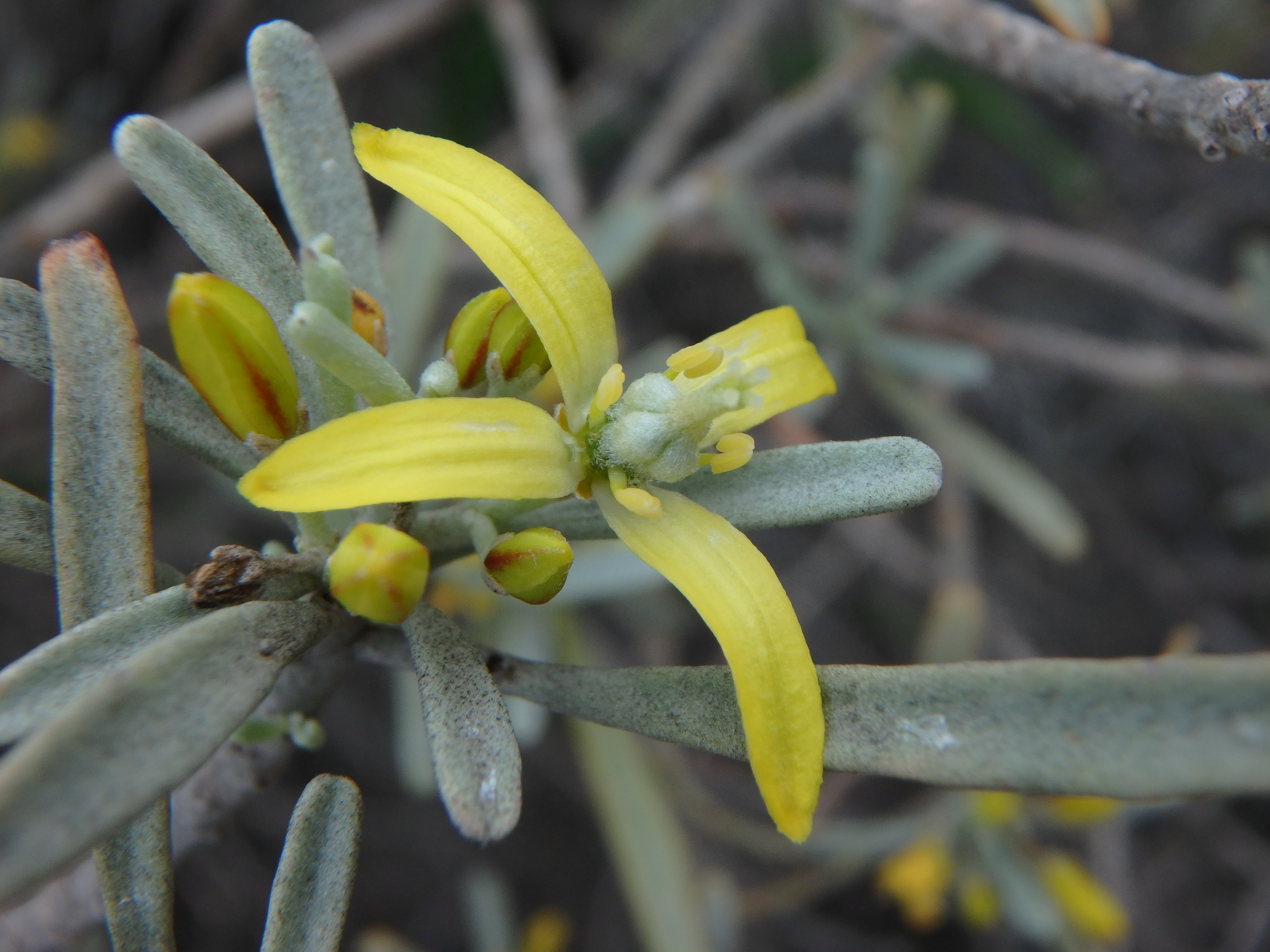
Čtyřčetné květy Cneorum pulverulentum

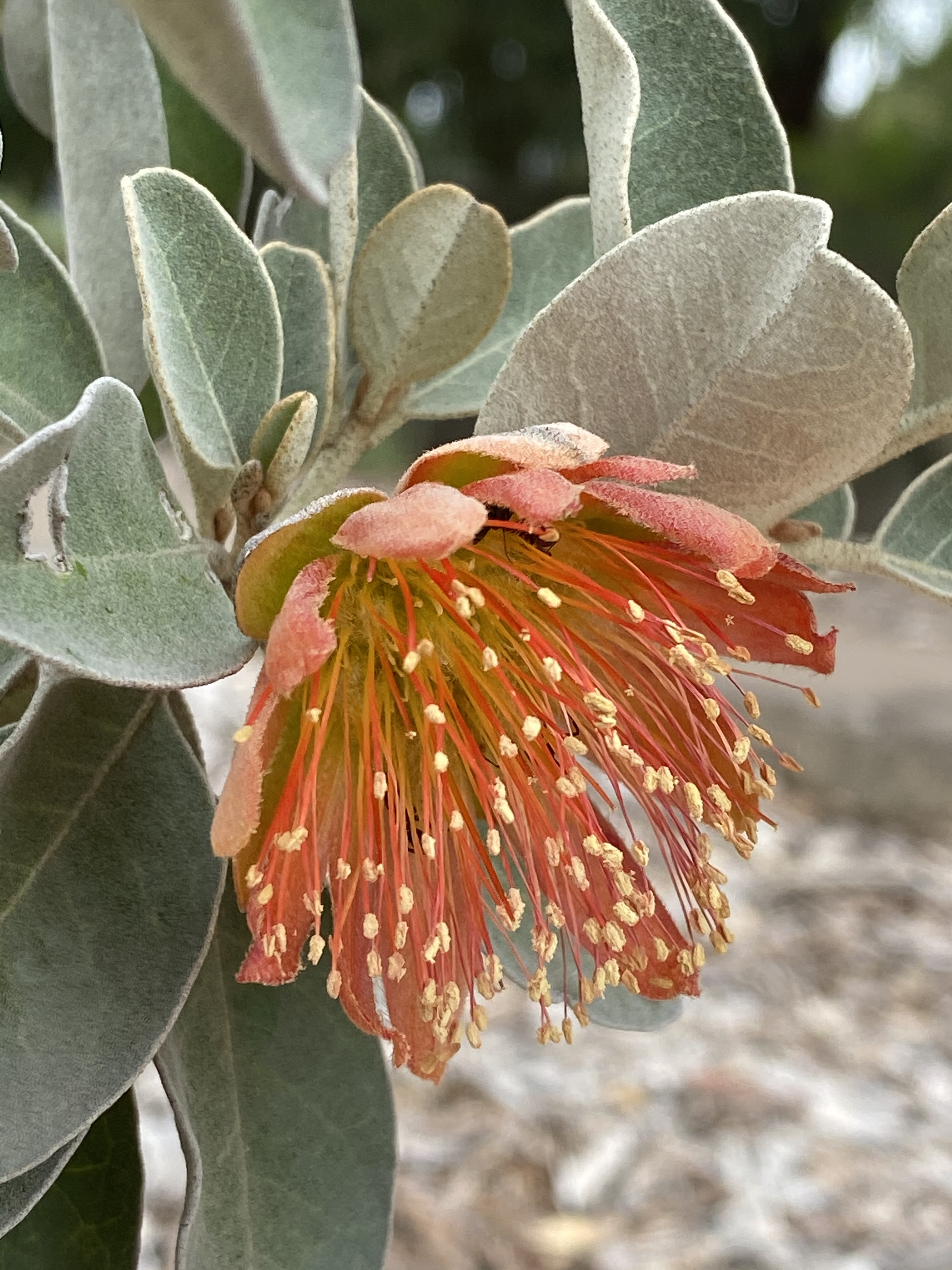
Zástupci rodu Diplolaena mají hlávkovitá květenství podepřená zbarvenými listeny

Čeleď zahrnuje přes 150 rodů a asi 2100 druhů a je tak nejpočetnější čeledí řádu mýdelníkotvaré. Lze ji rozdělit na 6 podčeledí (Amyridoideae, Aurantioideae, Cneoroideae, Haplophylloideae, Rutoideae a Zanthoxyloideae). Část zástupců podčeledi Cneoroideae bývala oddělována jako samostatná čeleď Cneoraceae. Relativně velkými změnami prošlo v prvním desetiletí tohoto tisíciletí fylogenetické okolí rodu citrus (Citrus), neboť řada dříve samostatných rodů byla zařazena do něj. Druhy bývalých rodů Clymenia, Eremocitrus, Feroniella, kumkvát (Fortunella), Microcitrus, a citronečník (Poncirus) jsou tak již řazeny do rodu citrus.

### Zástupci
Mezi významnější zástupce routovitých patří např. následující rody (dle podčeledí):
Cneoroideae:
- Cneorum
- vrcholist (Spathelia)

Rutoideae:
- routa (Ruta)

Amyridoideae:
- amyris (Amyris)

Haplophylloideae:
- Haplophyllum

Aurantioideae:
- citrus (Citrus) včetně: citronečník (Poncirus), kumkvát (Fortunella)
- glykosma (Glycosmis)
- klausena (Clausena)
- limonie (Limonia)
- muraja (Murraya)
- oslizák (Aegle)
- trifasie (Triphasia)

Zanthoxyloideae: 
- ampák (Euodia)
- boronka (Boronia)
- čtverák (Tetradium)
- diosma (Diosma)
- empleurum (Empleurum)
- eriostemon (Eriostemon)
- galipea (Galipea)
- hortie (Hortia)
- choisie (Choisya)
- kasimiroa (Casimiroa)
- koleonema (Coleonema)
- koreovka (Correa)
- korkovník (Phellodendron)
- křídlatec (Ptelea)
- melikopa (Melicope)
- mrštnoplod (Pilocarpus)
- orixa (Orixa)
- skimie (Skimmia)
- tikorea (Ticorea)
- topělec (Calodendrum)
- třemdava (Dictamnus)
- žlutodřev (Zanthoxylum) včetně: todalie (Toddalia)

### Seznam rodů
Achuaria,
Acmadenia,
Acradenia,
Acronychia,
Adenandra,
Adiscanthus,
Aegle,
Aeglopsis,
Afraegle,
Afraurantium,
Agathosma,
Almeidea,
Amyris,
Andreadoxa,
Angostura,
Apocaulon,
Araliopsis,
Asterolasia,
Atalantia,
Balfourodendron,
Balsamocitrus,
Boenninghausenia,
Boronella,
Boronia,
Bosistoa,
Bouchardatia,
Bouzetia,
Burkillanthus,
Calodendrum,
Casimiroa,
Chloroxylon,
Choisya,
Chorilaena,
Citropsis,
Citrus,
Clausena,
Clymenia,
Cneoridium,
Cneorum,
Coleonema,
Comptonella,
Conchocarpus,
Correa,
Crossosperma,
Crowea,
Decagonocarpus,
Decatropis,
Decazyx,
Dendrosma,
Desmotes,
Dictamnus,
Dictyoloma,
Dinosperma,
Diosma,
Diplolaena,
Drummondita,
Dutailliopsis,
Dutaillyea,
Empleurum,
Eriostemon,
Ertela,
Erythrochiton,
Esenbeckia,
Euchaetis,
Euodia,
Euxylophora,
Evodia,
Evodiella,
Fagaropsis,
Flindersia,
Galipea,
Geijera,
Geleznowia,
Glycosmis,
Haplophyllum,
Harrisonia,
Helietta,
Hesperethusa,
Hortia,
Ivodea,
Kodalyodendron,
Leionema,
Leptothyrsa,
Limnocitrus,
Limonia,
Lubaria,
Luvunga,
Maclurodendron,
Macrostylis,
Medicosma,
Megastigma,
Melicope,
Merope,
Merrillia,
Metrodorea,
Micromelum,
Monanthocitrus,
Muiriantha,
Murraya,
Naudinia,
Nematolepis,
Neoraputia,
Nycticalanthus,
Oricia,
Orixa,
Pamburus,
Paramignya,
Pelea,
Peltostigma,
Pentaceras,
Phebalium,
Phellodendron,
Philotheca,
Phyllosma,
Picrella,
Pilocarpus,
Pitavia,
Platydesma,
Pleiospermium,
Plethadenia,
Pseudiosma,
Psilopeganum,
Ptaeroxylon,
Ptelea,
Raputia,
Raputiarana,
Rauia,
Raulinoa,
Ravenia,
Raveniopsis,
Reputia,
Rhadinothamnus,
Ruta,
Rutaneblina,
Sarcomelicope,
Severinia,
Sheilanthera,
Sigmatanthus,
Skimmia,
Sohnreyia,
Spathelia,
Spiranthera,
Stauranthus,
Swinglea,
Taravalia,
Teclea,
Tetradium,
Thamnosma,
Ticorea,
Toddalia,
Toddaliopsis,
Toxosiphon,
Triphasia,
Vepris,
Zanthoxylum,
Zieria,
Zieridium